# Ophiodermella akkeshiensis
Ophiodermella akkeshiensis is een slakkensoort uit de familie van de Borsoniidae. De wetenschappelijke naam van de soort is voor het eerst geldig gepubliceerd in 1958 door Habe.